# Anarquismo no México
O anarquismo no México constitui uma série de movimentos sociais de caráter político e ideológico que se opunham a dominação colonial espanhola e aos tipos de opressão governamental que ocorreram no país.

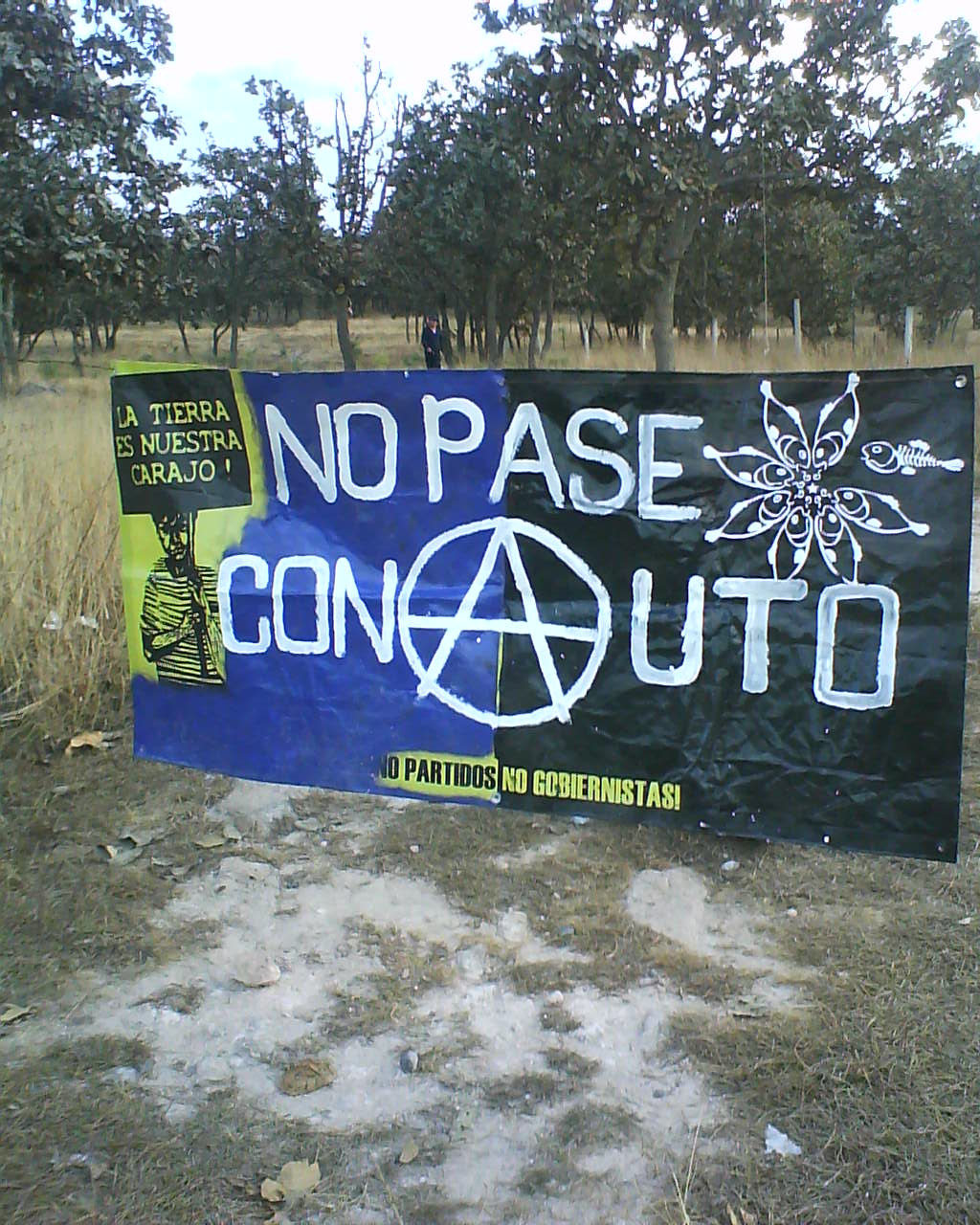
Cartaz anarquista contra o desmatamento no México.

Antes das conquistas espanholas, alguns povos indígenas tinham estruturas de decisão baseadas em participação, discussão e consenso, marcas do Anarquismo contemporâneo. Nos dias de hoje, assembleias indígenas comunitárias e modos coletivos de decisão esclarecem alguns movimentos de esquerda, como o Exército Zapatista de Libertação Nacional. Essas práticas influenciaram largamente os movimentos anarquistas no México, Estados Unidos e internacionalmente.

## Início
Em 1824, o socialista utópico galês Robert Owen tentou, sem sucesso, adquirir um distrito de cinquenta léguas para desenvolver uma colônia nas províncias mexicanas de Coahuila e Texas com os mesmos princípios apresentados em New Harmony. O pedido de Owen foi negado pelo governo mexicano.
Durante o ano de 1861, o grego Plotino Rhodakanaty, tentou implementar as ideias de Fourier e  Proudhon. Publicou a Cartilla Socialista, um manual explicando as ideias de Fourier. Alguns de seus adeptos, como Francisco Zalacosta, Santiago Villanueva e Hermenegildo Villavicencio tornaram-se os primeiros ativistas dos direitos dos trabalhadores no México. Outros discípulos de Rhodakanaty fundaram uma escola chamada La Social, Sección Internacionalista seguindo as ideias do filósofo Bakunin. Esses ativistas organizaram uma das primeiras sociedades mutualistas no México. Mutualismo era o termo preferido para o anarquismo por parte das autoridades mexicanas. 

## Revolução Mexicana

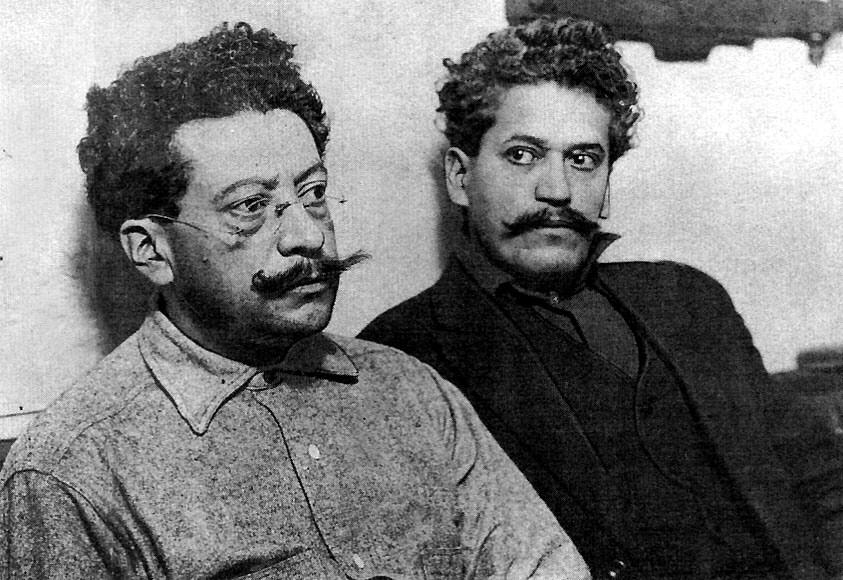
Ricardo Flores Magón (esquerda) e seu irmão Enrique em 1917.

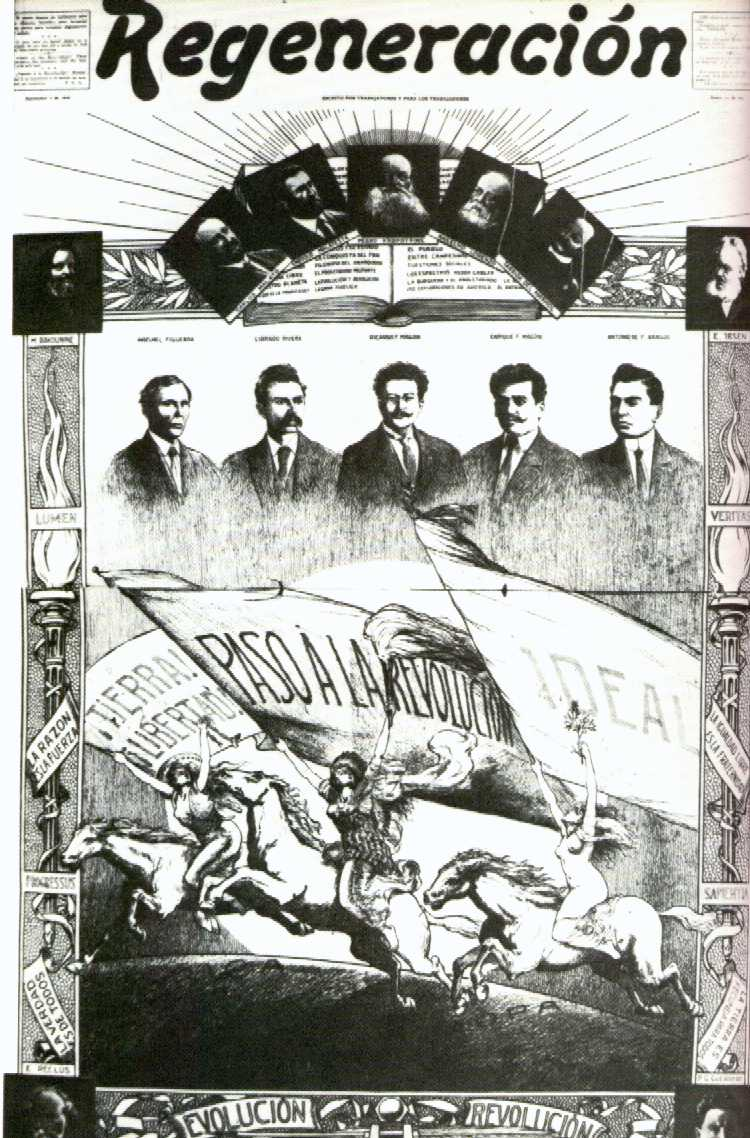
Regeneración, periódico anarquista fundado pelos irmãos Magón.

Por volta do ano de 1882, dois irmãos, Enrique e Ricardo Flores Magón fundaram outro grupo anarquista. Eles publicaram o jornal de notícias Regeneración em 1901. O movimento é normalmente citado com um precedente da Revolução Mexicana em 1910. Outros famosos líderes do movimento magonista foram Práxedis Guerrero, Camilo Arriaga, Juan Sarabia, Antonio Díaz Soto y Gama e Librado Rivera.
Anselmo L. Figueroa, uma figura política mexicano-estadunidense anarquista, também jornalista e membro do Conselho de organização do Partido Liberal Mexicano (PLM). Figueroa ficou preso nos Estados Unidos entre 1911 e 1914 por conta de violações nas leis de neutralidade dos EUA. Publicou o Regeneración, o jornal oficial do PLM, antes e depois de sua prisão. Na época das insurreições, o Regeneración gerou cerca de 1,000 dólares estadunidenses por semana em taxas de inscrição. Até mesmo após cobrir seus custos de publicação, algumas centenas de dólares por semana ficaram disponíveis para as causas revolucionárias do PLM. Pequenas quantias de dinheiro tinham como origem doadores externos.Regeneración foi publicado até 1918. Se distribuiu o periódico em comunidades no México e Estados Unidos e foi usado em aulas de alfabetização, já que livros era escassos.
Juana Belén Gutiérrez de Mendoza foi uma anarquista e feminista, ativista, tipógrafa, jornalista e poeta, nasceu em San Juan del Río, Durango. Enquanto muitas mulheres contribuíram para a Revolução Mexicana (1910-1920) lutando, outras escreveram contra as injustiças do regime Díaz. Em maio de 1901, ela encontrou um jornal chamado  Vésper, contrário a Díaz. Ela atacou o clero em Guanajuato e escreveu contra a dominação estrangeira no México. Ela também escreveu contra o regime de Díaz e criticou a figura no poder por não fazer valer as solicitações e suprir as necessidades da população. Como resultado, seu jornal foi confiscado e ela também foi colocada na cadeia várias vezes por Díaz, entre 1904 e 1920. Ela estabeleceu um novo jornal chamado El Desmonte (1900-1919) e continuou seus escritos. Ela traduziu as obras de Peter Kropotkin, Mikhail Bakunin, e Pierre Joseph Proudhon para o espanhol. Ela também foi uma Caxcan indígena do estado de Durango.

## Literatura anarquista mexicana
Em 1869, o estudante Chávez López escreveu um dos primeiros manifestos anarquistas. O lema do manifesto era: "soy socialista porque soy enemigo de todos los gobiernos y comunista porque mis hermanos quieren trabajar las tierras en común", que traduz-se como "eu sou socialista porque eu sou inimigo de todos os governos e eu sou um comunista porque quero trabalhar em nossas terras em comuns com meus irmãos". Os camponeses sem terra na região central do México defenderam essas ideias.

## Confederação Geral dos Trabalhadores e Estrangeiros anarquistas exilados no México
A Confederação Geral dos Trabalhadores (CGT) foi uma confederação de sindicatos do México. Foi fundada em fevereiro de 1921, pelos anarquistas, sindicalistas e outros membros da extrema-esquerda que se opuseram a mais moderada, pró-governo Confederação Regional Obrera Mexicana (CROM). Em particular, os fundadores da CGT criticaram a CROM por estabelecer uma estreita relação com a conservadora Federação Americana do Trabalho (AFL). Durante o período após sua formação, a CGT se aliou ao Partido Comunista Mexicano (PCM), mas as disputas terminaram os acordos quase que imediatamente. Nas décadas que se seguiram, a CGT tornou-se cada vez mais anticomunista. A CGT permaneceu bem menor do que o CROM, e na década de 1930 ambas as confederações foram ofuscadas pela Confederação dos Trabalhadores Mexicanos (CTM).
O anarquista russo exilado, Mollie Steimer se estabeleceu em Cuernavaca com Senya Fleshin, sua companheira de vida, onde eles mantiveram um estúdio fotográfico. Eles continuaram a defender ideais anarquistas e a se corresponder com vários camaradas de todo o mundo. Em 1938, no início da crise econômica alemã e a ascensão do nazismo e do fascismo na Europa, o anarquista individualista alemão e filósofo Horst Matthai Quelle se mudou para o México. Lá, ele estudou filosofia na Universidade Nacional Autônoma do México , onde ele teve aulas com o escritor Carlos Monsivais e filósofos Leopoldo Zea e Emilio Uranga. Quelle recebeu seu diploma de graduação, mestrado e doutorado em filosofia na Universidade Nacional Autônoma do México, para onde ele retornou como professor de filosofia na década de 1980. Também lecionou na Universidade Ibero-americana e, desde 1986, na Universidad Autónoma de Baja Califórnia.

## A Federação Anarquista Mexicana
A Federação Anarquista Mexicana (esp: Federación Anarquista Mexicana) foi uma organização anarquista mexicana que existiu de 28 de dezembro de 1945 até a década de 1970. Apareceu como a Federação Anarquista do Centro, juntou-se com a Federação Anarquista do Distrito Federal. Publicou o periódico Regeneración. Recebeu a energia de anarquistas espanhóis que buscavam refúgio no México fugindo da ditadura de Francisco Franco.
Pouco depois de sua fundação, ela ganhou a atenção da polícia mexicana e do governo mexicano, depois de alguns espanhóis anarquistas exilados, juntamente com membro mexicanos da Federação Anarquista que foram presos ao tentar roubar um caminhão que carregava grandes quantias de dinheiro de uma indústria cervejeira. Também vinculada a Federação estava a Juventude Libertária (esp:Juventudes Libertarias) e a publicação Tierra y Libertad.